# Roger Glover
Roger David Glover (Brecon, 30 novembre 1945) è un bassista e produttore discografico britannico. È noto soprattutto per essere il bassista dei Deep Purple.
Ha ispirato generazioni di bassisti ed ha contribuito notevolmente allo sviluppo dell'hard rock e dell'heavy metal.

## Biografia
Sebbene nato in Galles, Roger Glover si trasferisce al seguito dei genitori in Inghilterra, dapprima abitando per breve tempo nel nord-ovest (specificamente nella contea del Lancashire), per poi stabilirsi a Londra, dove trascorse i suoi anni giovanili tra South Kensington e Pinner. Mentre frequentava la locale Harrow County School for Boys formò la sua prima band, i Madison, per quindi confluire nel 1964 negli Episode Six; gruppo dove sarà raggiunto un anno dopo dal vocalist Ian Gillan. Con il cantante si svilupperà negli anni un fertilissimo sodalizio musicale, e quando questi integrerà nel 1969 i Deep Purple, Glover si ritroverà coinvolto nella registrazione del primo singolo della nuova formazione, Hallelujah. Alla fine della session, un po' a sorpresa, giunge l'invito a fare parte del gruppo. Nel corso dei cinque anni successivi il musicista/compositore contribuirà al periodo più fecondo della band, dando il suo apporto ad album come In Rock e Machine Head.
Nel 1973, dopo il tour successivo alla realizzazione di Who Do We Think We Are e le dimissioni di Gillan, Glover sarà allontanato dai Deep Purple su richiesta del chitarrista Ritchie Blackmore, allora alla ricerca di nuove sonorità. Glover inizia allora ad affermarsi come produttore (attività intrapresa già prima del suo allontanamento dai Deep), collaborando con band come Status Quo, Judas Priest e Nazareth, o ancora con musicisti del calibro di Rory Gallagher.
Nello stesso periodo realizza anche l'album Butterfly Ball, in cui si avvale del contributo di Ronnie James Dio, David Coverdale, Glenn Hughes e John Gustafson. Dall'opera sarà successivamente ricavato un film-concerto, con il vecchio complice Ian Gillan chiamato a sostituire l'allora indisponibile Ronnie James Dio.
Sempre legato alla Purple Records, tra il 1975 e il 1976 produce e contribuisce come corista e strumentista all'album d'esordio della Ian Gillan Band, Child in Time.
Qualche mese dopo produce il primo disco solista di David Coverdale, intitolato White Snake (distribuito nel maggio 1977) contribuendo anche come strumentista a un paio di brani. La collaborazione si rinnoverà in occasione del successivo disco solista di David, Northwinds, del 1978.
Nel 1978, poco dopo la pubblicazione della sua seconda opera solista, Elements, Glover inizia a collaborare con i Rainbow di Ritchie Blackmore come produttore dell'album Down to Earth, finendo per integrare ufficialmente la band come bassista nel 1979.
Sul finire del 1983 lui e Blackmore sciolgono i Rainbow per riesumare la formazione Mark II dei Deep Purple a poco più di dieci anni dalla sua dissoluzione. Anche questa nuova avventura sarà preceduta dalla pubblicazione di un lavoro solista, Mask, realizzato con il contributo degli ormai ex-Rainbow Rosenthal e Bargi. Curiosamente, la bonus track dell'audiocassetta, Unnatural, non è mai stata riproposta nelle successive edizioni su CD.
Sposato due volte, ha tre figlie. La maggiore, Gillian Glover (nata nel 1976), ha contribuito come vocalist ai due ultimi lavori solisti del padre, Snapshot e If Life Was Easy.

## Discografia

### Con i Deep Purple (studio)
- 1970 – Deep Purple in Rock
- 1971 – Fireball
- 1972 – Machine Head
- 1973 – Who Do We Think We Are
- 1984 – Perfect Strangers
- 1987 – The House of Blue Light
- 1990 – Slaves & Masters
- 1993 – The Battle Rages On...
- 1996 – Purpendicular
- 1998 – Abandon
- 2003 – Bananas
- 2005 – Rapture of the Deep
- 2013 - Now What?!
- 2017 - Infinite
- 2020 - Whoosh!
- 2021 - Turning to Crime
- 2024 - =1

### Solo
- 1974 - Let's Go to the Disco/Broken Man (single) (con Ray Fenwick, sotto il monicker Marlon)
- 1974 – The Butterfly Ball and the Grasshopper's Feast
- 1978 – Elements
- 1984 – Mask
- 2002 – Snapshot
- 2011 - If Life Was Easy

### Con i Rainbow
- 1979 – Down to Earth
- 1981 – Difficult to Cure
- 1982 – Straight Between the Eyes
- 1983 – Bent Out of Shape
- 1986 - Finyl Vinyl
- 2016 – Monsters of Rock Live at Donington 1980

### Con Ian Gillan
- 1988 – Accidentally On Purpose

### Apparizioni
- 1972 - Jon Lord: Gemini Suite
- 1973 - Nazareth: Loud'n'Proud
- 1974 - Andy MacKay: In Search of Eddie Riff
- 1976 - Ian Gillan Band: Child in Time
- 1976 - Eddie Hardin: Wizard's Convention
- 1977 - David Coverdale: White Snake
- 1977 - Eddie Hardin: You Can't Teach An Old Dog New Tricks
- 1978 - David Coverdale: Northwinds
- 1987 - Pretty Maids: Jump the Gun
- 1992 - Ian Gillan: Cherkazoo and Other Stories...
- 2001 - Gov't Mule: The Deep End volume 1
- 2006 - Ian Gillan: Gillan's Inn
- 2017 - Alice Cooper: Paranormal

### Produttore
- Rupert Hine & David MacIver – Pick Up A Bone (1971)
- Elf – Elf (1972, con Ian Paice)
- Nazareth – Razamanaz (1973)
- Nazareth – Loud 'n' Proud (1974)
- Nazareth – Rampant (1974)
- Spencer Davis Group – Living in a Back Street (1974)
- Hardin & York, with Charlie McCracken – Hardin & York, with Charlie McCracken (1974)
- Elf – Carolina County Ball (1974)
- Elf – Trying to Burn the Sun (1975)
- Reflections – Moon Power/Little Star (singolo) (1975)
- Strapps  – Strapps (1976)
- Ian Gillan Band  – Child in Time (1976)
- Rory Gallagher –  Calling Card (1976)
- Status Quo – Wild Side of Life/All Through The Night (singolo) (1976)
- Judas Priest – Sin After Sin (1977)
- Young & Moody – Young & Moody (1977)
- Eddie Hardin – You Can't Teach An Old Dog New Tricks (1977)
- Strapps – Secret Damage (1977, con Louie Austin e Chris Kimsey)
- David Coverdale – White Snake (1977)
- David Coverdale – Northwinds (1978)
- Barbi Benton – Ain't That Just the Way (1978)
- Joe Breen – More Than Meets The Eye (1978)
- Grand Theft – Have You Seen This Band? (1978)
- Rainbow – Down to Earth (1979)
- Young & Moody – Devil Went Down To Georgia/You Can't Catch Me (singolo) (1979)
- Young & Moody – All The Good Friends/Playing Your Game (singolo) (1980)
- Michael Schenker Group – The Michael Schenker Group (1980)
- Rainbow – Difficult to Cure (1981)
- Rainbow – Straight Between the Eyes (1982)
- Rainbow – Bent Out of Shape (1983)
- Deep Purple – Perfect Strangers (1984, con i Deep Purple)
- Rainbow – Finyl Vinyl (1986)
- Deep Purple – The House of Blue Light (1987, con i Deep Purple)
- Pretty Maids – Jump the Gun (1990)
- Deep Purple – Slaves and Masters (1990)
- Deep Purple – The Battle Rages On... (1993, con Thom Panunzio)
- Deep Purple – Purpendicular (1996)
- Deep Purple – Abandon (1998)
- Gillian Glover – Red Handed (2007, produzione addizionale)